# Alfredo Joskowicz
Alfredo Joskowicz Bobrowicki (Ciudad de México, 16 de agosto de 1937 - Ibidem, 5 de julio de 2012) fue cineasta, actor, guionista y productor mexicano de origen polaco.

## Biografía
Hizo estudios de Ingeniería en Comunicaciones Eléctricas y Electrónicas en la Escuela Superior de Ingeniería (ESIME), del Instituto Politécnico Nacional, realizó un posgrado en Comunicación Electrónica en Francia.
En 1966 ingresó al Centro Universitario de Estudios Cinematográficos (CUEC), al graduarse obtuvo una beca de la Universidad Nacional Autónoma de México (UNAM) para estudiar en la Escuela de Cine de Bruselas, en donde además de estudiante fue profesor invitado.
Durante el Festival Internacional de Cine de Guadalajara de 2012 el Consejo Nacional para la Cultura y las Artes, la Filmoteca UNAM, los Estudios Churubusco, la Cineteca Nacional, el CUEC, los Estudios América y el Centro de Capacitación Cinematográfica le otorgaron un reconocimiento por su trayectoria. La UNAM le otorgó el Premio Universidad Nacional en Docencia en Artes.
Fue director de los Estudios América (1983-1985) y del Instituto Mexicano de Cinematografía (IMCINE). También fue miembro de la Comisión de Premiación de la Academia Mexicana de Artes y Ciencias Cinematográficas.

## Filmografía

### Como actor
- 1970: Crates

### Como director
- 1968: La manda
- 1969: La pasión
- 1970: Crates
- 1971: El Cambio
- 1975: Quinto sol
- 1975: Ocho horas
- 1976: Erosión
- 1976: Meridiano 100
- 1979: Horizonte abierto
- 1980: Constelaciones
- 1981: Historia de la Educación
- 1982: El caballito volador
- 1985: Un retrato del Indio
- 1989: Centeotl, Dios del Maíz
- 1992: Playa Azul
- 1993: Recordar es vivir
- 1993: Es la UNAM: Primera versión
- 1996: Es la UNAM. Segunda versión

### Como escritor
- 1970: Crates
- 1971: El Cambio
- 1975: Quinto suelo
- 1975: Ocho horas
- 1976: Meridiano 100
- 1979: Horizonte abierto
- 1980: Constelaciones
- 1981: Historia de la Educación
- 1982: El caballito volador
- 1993: Es la UNAM: Primera versión
- 1996: Es la UNAM. Segunda versión

### Como productor
- 1970: Semana Santa entre los coras
- 1976: Erosión
- 1993: Es la UNAM: Primera versión

## Distinción
- 1994: Ariel de Plata al Mejor Documental Cortometraje por Recordar es vivir